# ألتيميت مارفل ضد كابكوم 3
ألتيميت مارڤِل ضد كابكوم 3 (بالإنجليزية: Ultimate Marvel vs. Capcom 3)‏ (باليابانية: アルティメット マーヴル VS. カプコン3) (باللغة اليابانية تُقرأArutimetto Māvuru bāsasu Kapukon Surī) هي لعبة قتال متقاطعة طورها كابكوم بالتعاون مع إيتينغ. كما إنها نسخة محدثة من مارفل ضد كابكوم 3: مصير عالمين.
تتميز اللعبة بشخصيات مع كل امتيازات ألعاب الفيديو الخاصة بـكابكوم وسلسلة الكتب المصورة التي نشرتها شركة مارفل كومكس. أُصدرت اللعبة في نوفمبر 2011 من أجل بلاس ستيشن 3 وإكس بوكس 360، وظهرت عنوانًا لإطلاق بلاي ستيشن فيتا في عام 2012. استخدمت اللعبة لاحقاً في بلاي ستيشن 4 في ديسمبر 2016، ومايكروسوفت ويندوز وإكس بوكس ون في مارس 2017. يختار اللاعبون في ألتميت مارفل ضد كابكوم 3 فريقاً من ثلاث شخصيات للمشاركة في القتال ومحاولة القضاء على خصومهم.
«كتحديث» تستخدم اللعبة آليات لعب متطابقة إلى حد كبير مع اللعبة الأصلية. ومع ذلك، فإن كل من أنظمة القتال الجوي وأنظمة إكس فاكتور، التي قُدمت في مصير عالَمين قد خضعت للتعديلات. بالإضافة إلى تعديلات اللعب والشخصيات الجديدة القابلة للعب، تتميز اللعبة بالعديد من التغييرات الجمالية.
بعد أحداث زلزال وتسونامي توهوكو 2011 التي عطلت جدول التطوير للمحتوى القابل للتنزيل لـمصير عالمين، أُنشأ المحتوى الإضافي في عنوان مستقل، "ألتيميت مارڤِل ضد كابكوم 3″ بسعر تجزئة مخفض. تلقت اللعبة ملاحظات إيجابية بشكل عام عند الإصدار؛ أشاد النقاد بقائمة الشخصيات الموسعة وتحسين التجربة عبر الإنترنت، لكنهم انتقدوا عدم وجود ميزات وأنماط لعب جديدة. أُصدرت تكملة بعنوان مارفل ضد كابكوم: إنفنيت في سبتمبر 2017.

## لمحة
مارفل ضد كابكوم هي سلسلة من ألعاب القتال المتقاطعة التي طورتها ونشرتها كابكوم، وتضم شخصيات من ألعاب الفيديو الخاصة بهم، وسلسلة كتب نشرتها شركة مارفل كومكس. نشأت السلسلة على أنها ألعاب آركيد تعمل بقطع النقود المعدنية، على الرغم من أن الإصدارات اللاحقة سيتم تطويرها خصيصاً لوحدات التحكم المنزلية والأجهزة المحمولة يدويا، والحاسوب الشخصي.
تعتمد طريقة اللعب الخاصة بها بشكل كبير على ألعاب القتال السابقة المرخصة من شركة مارفل، ومع ذلك، بدلاً من التركيز على القتال الفردي، تضمنت الألعاب معارك فريق العلامات. تتميز طريقة لعب هذه السلسلة أيضاً عن إمتيازات ألعاب القتال الأخرى نظراً لميكانيكية المساعدة الشخصية والتركيز على القتال الجوي.
تلقت السلسلة تقييمات إيجابية بشكل عام من النقاد، الذين أشادوا بطريقة اللعب سريعة الخطى، والمرئيات المتحركة، ووفرة الشخصيات القابلة للعب. من ناحية أخرى، تعرّضت الألعاب لانتقادات بسبب افتقارها للمحتوى، خاصة الإصدارات الأحدث. حظيت السلسلة بجاذبية واسعة، خاصة في الأسواق خارج اليابان، حيث بيعت أكثر من 9 ملايين وحدة إبتدائاً من عام 2019.

بدأت شراكة كابكوم مع مارفل كومكس في عام 1993 بإصدار لعبة «ذا بونيشر»، وهي لعبة (أركيد بيتم أب) بناءً على سلسلة الكُتب المصورة التي تحمل الاسم نفسه. وفي عام 1994 إبتكرت كابكوم أول لعبة قتالية مرخصة من مارفل، وهي (إكس مان: أطفال الذرة). وسرعان ما تبعها (مارفل سوبر هيروز) في عام 1995. العديد من آليات اللعب المستخدمة في مارفل ضد كابكوم تم تطويرها لأول مرة في هاتين اللعبتين القتاليتين، لتكون بمثابة مقدمة لهذه السلسلة.
يُزعم أن فكرة تنفيذ فرق العلامات مستوحاة من بيضة عيد الفصح من لعبة القتال الخاصة بشركة كابكوم التي أُطلقت في عام 1995 ستريت فايتر ألفا. وفي وضع معركة درامية سرية، ظهرت اللعبة لأول مرة في الأروقة اليابانية في عام 1996، مما أدّى إلى إنشاء أسلوب اللعب الجماعي سريع الخطى للسلسلة.

## طريقة اللعب
لعبة ألتيميت مارڤِل ضد كابكوم 3 هي نسخة محدثة وإعادة إنتاج محسّنة من مارفل ضد كابكوم 3: مصير عالمين، وهي لعبة قتال بأسلوب الممرات، ولا تتغير إلا قليلاً عن طريقة اللعب الأساسية للعبة الأصلية. يختار اللاعبون فرقاً من ثلاث شخصيات مختلفة للمشاركة في قتال واحد لواحد وتستخدم اللعبة نفس آليات القتال المعتمدة على الفريق مثل سابقاتها؛ حيث يُمكن للاعبين إختيار التبديل بين شخصياتهم في أي وقت أثناء المباراة. يجب على اللاعبين استخدام الهجمات المختلفة في ترسانتهم، مثل المساعدة على الشخصية، والحركات الخاصة، والمجموعات المفرطة، لاستنفاد مقياس حياة خصمهم وهزيمة فريق العدو بأكمله، أو التمتع بأكبر قدر من الصحة التراكمية عند نفاد الوقت. بينما تظل الميكانيكا الأساسية كما هي، تم إجراء عدد من التغييرات الجمالية في ألتيميت مارڤِل ضد كابكوم 3، مع تركيز أقوى على فكرة الرئيسية. تم إعادة تصميم شاشات HUD واختيار الشخصية واختيار المسرح. بالإضافة إلى ذلك، يتلقى العديد من الشخصيات العائدة تغييرات موازنة، والتي تشمل حركات جديدة وتعديلات الرسوم المتحركة.
يستخدم ألتيميت مارڤِل ضد كابكوم 3 نفس نظام التحكم المبسط بثلاثة أزرار لهجمات خفيفة ومتوسطة وثقيلة غير محددة تم تقديمها في لعبة مصير عالمين. يعود «زر التبادل»، الذي يُستخدم لإطلاق الخصوم في الهواء والتبديل بين الشخصيات أثناء أداء المجموعات الهوائية. تم تغيير ميزة التبادل الجوي في ألتيميت مارڤِل ضد كابكوم 3؛ يمكن للاعبين إما إزالة العداد من مقياس هايبر كومبو الخاص بخصمهم، أو إضافة عداد إلى مقياسهم الخاص، أو ببساطة إحداث المزيد من الضرر. ميكانيكي "X-Factor" الذي يمنح زيادة في إنتاج الضرر والسرعة وتجديد الصحة لفترة محدودة، يظهر أيضاً من صراع عالمين. في ألتيميت مارڤِل ضد كابكوم 3، تم تعديل تعزيزات الهجوم والسرعة لكل شخصية أثناء استخدام (إكس فاكتور). يمكن الآن استخدام (إكس فاكتور) أثناء الطيران، على عكس اللعبة السابقة، حيث كان التنشيط يقتصر على الشخصيات الموجودة على الأرض.

### الأوضاع
تتضمن ألتيميت مارڤِل ضد كابكوم 3 العديد من أوضاع اللعبة من النسخة الأصلية، بما في ذلك وضع آركيد، حيث يُقاتل اللاعب ضد خصوم يتحكم فيهم الذكاء الإصطناعي للوصول إلى شخصية الزعيم النهائية، جالاكوتس: فيرسوس مود، حيث يشارك لاعبان في القتال «المهمة» والذي يتضمن سلسلة من التجارب لكل شخصية قابلة للعب أو «التدريب». «هوبس آند هيرلدس» هو وضع قائم على الفريق يمكن تنزيله مجاناً للاعب واحد ومتعدد اللاعبين حيث يَكتسب اللاعبون قُدرات جديدة باستخدام بطاقات الترقية، ويُخصصون شخصياتهم بقوى جديدة، ويتنافسون في الفصائل إما كأبطال يدافعون عن الأرض أو كأحد أفراد غالاكتوس المُبَشرين. تفتح «بطاقات القدرة»، التي تتميز بشخصيات مختلفة من عوالم مارفل وكابكوم قوى خاصة، مثل الإختفاء ومقاومة القذيفة، لإستخدامها أثناء القتال الخاص بوضع معين. يُمكن تجهيز ما يصل إلى ثلاث بطاقات مختلفة في وقت واحد، مع أكثر من 100 بطاقة متاحة لجمعها. وضع غير متصل بالشبكة جديد، يسمى «وضع غالاكتوس»، يسمح للاعبين بالقتال مثل غالاكتوس ضد خصوم يتحكم فيهم الذكاء الاصطناعي.
يوجد رمز شبكة محسّن في اللعبة، مما يوفر لُعباً أكثر سلاسة عبر الإنترنت. يُسمح وضع المتفرج الجديد لما يصل إلى ستة لاعبين بمشاهدة المباريات عبر الإنترنت بين لاعبين آخرين. كما تم تحسين ميزات إعادة المباراة ووظائف المتصدرين لتحسين تجربة اللعبة على الإنترنت.

### الشخصيات
تتميز ألتيميت مارڤِل ضد كابكوم 3 بوجود 36 شخصية أصلية من مارفل ضد كابكوم مضير عالمين وتقدم 12 مقاتلاً قابلاً للعب. (جيل فالنتاين و شوما غورات [الإنجليزية]) هما الشخصيتان اللتان تم إصدارهما محتوى قابل للتحميل (DLC) للعبة السابقة، ظلوا متاحين للتنزيل، حتى تمت إزالة كل محتوى "DLC" للعبة من المتاجر عبر الإنترنت في ديسمبر 2013، ولكن تم تضمينهما مع بلاي ستيشن 4 وإكس بوكس ون وبي سي.
| شخصيات مارفل | شخصيات مارفل | شخصيات كابكوم | شخصيات كابكوم |
| --- | --- | --- | --- |
| - كابتن أمريكا - ديدبول - دكتور دوم - دكتور سترينج - دورمامو - غوست رايدر - عين الصقر - الرجل الأخضر - آيرون فيست - الرجل الحديدي - ماغنيتو - مودوك [الإنجليزية] - نوفا | - فينيكس - روكيت راكون - سينتنال - شي هولك - شوما غورات [الإنجليزية]§ - سبايدرمان - ستورم - سوبر سكرول [الإنجليزية] - تاسكماستر [الإنجليزية] - ثور - وولفرين - إكس-23 | - أكوما - ألبرت ويسكر - أماتيراسو [الإنجليزية] - أرثور [الإنجليزية] - كريس ريدفيلد - تشن لي - كريمسون [الإنجليزية] - دانتي - فيليسيا [الإنجليزية] - فايربراند - فرانك ويست [الإنجليزية] - هسين كو [الإنجليزية] - جيل فالنتاين§ | - موريغان أينسلاند [الإنجليزية] - مايك هاغار [الإنجليزية] - ناثان سبينسر [الإنجليزية] - نمسيس - فينيكس ورايت [الإنجليزية] - ريو - سترايدر هيريو [الإنجليزية] - تريش - ترون بون - فيوتيفول جو [الإنجليزية] - زيرو |

^§: متوفر سابقًا باسم محتوى قابل للتحميل.

## التطور في اللعبة
في 20 يوليو 2011، في سان دييغو كومك كون إنترناشونال، أعلنت كابكوم أن نسخة مُحدثة من مارفل ضد كابكوم 3: مصير عالَمين كانت قيد التطوير. التحديث، الذي يحمل عنوان ألتيميت مارڤِل ضد كابكوم 3، سيضيف شخصيات ومراحل وأوضاع جديدة وتحسينات أخرى لتحسين توازن اللعبة ووظائفها على الإنترنت. وفقاً لـكابكوم، فإن العديد من الميزات والتحسينات الجديدة، مثل إضافة وضع المتفرج والتعديلات على إكس فاكتور، كانت نتيجة ردود فعل المعجبين. في معرض طوكيو للألعاب 2011، أعلن منتج كابكوم لألعاب الفيديو «يوشينوري أونو» لاحقاً أنه سيتم إصدار اللعبة أيضاً كعنوان إطلاق لـ بلاي ستيشن فيتا. وعدت النسخة المحمولة بأن تحتوي على نفس المحتوى مثل إصدارات وحدة التحكم، بالإضافة إلى دعم التحكم بشاشة اللمس.
بعد إصدار مارفل ضد كابكوم 3: مصير عالَمين، كان لدى فريق تطوير اللعبة خطط لإصدار المزيد من المحتوى القابل للتنزيل. ومع ذلك، بعد «زلزال وتسونامي توهوكو 2011» بالإضافة إلى مشكلات صحة الموظفين، وتأخر جدول التطوير، قرر المنتج «ريوتا نيتسوما» وفريقه إطلاق المحتوى القابل للتنزيل المقترح، إلى جانب إعادة التوازن للعب وإضافات أخرى، كدفعة منفصلة ونتيجة لذلك، تم تقسيم تركيبة ألتيميت مارڤِل ضد كابكوم 3«حوالي النصف» بين DLC المخصص لـ مصير عالمين والمحتوى الجديد تماماً.
كان إختيار الشخصية عملية تعاونية بين مارفل وكابكوم. وفقاً «لسيث كيليان» مدير المجتمع السابق في كابكوم، قدم مارفل قائمة بشخصياتهم الخاصة التي كانوا مهتمين برؤيتها في ألتيميت مارڤِل ضد كابكوم 3 ثم قدمت كابكوم مدخلات فيما يتعلق بإمكانيات مجموعة الحركات من أجل الوصول إلى توافق في الآراء. كان لكل شركة مجموعة اهتماماتها وأولوياتها الخاصة. تم إختيار شخصيات مارفل، مثل (نوفا وروكيت) للترويج المتبادل للمنتجات القادمة. ومن ناحية أخرى، سعت كابكوم إلى جلب المزيد من التنوع في فريق التمثيل. على سبيل المثال، أرادت كابكوم شخصية تشبه الوحش يمكنها القتال أثناء وجودها في الهواء، مما أدى إلى تضمين «فيربراند».

## الإصدارات
تم إصدار ألتيميت مارڤِل ضد كابكوم 3 لجهاز بلاي ستيشن 3 وإكس بوكس 360 في 15 نوفمبر 2011 في أمريكا الشمالية و17 نوفمبر في اليابان و18 نوفمبر في أوروبا. تم إصدار بلاي ستيشن فيتا في 17 ديسمبر 2011 في اليابان و22 فبراير 2012 في أمريكا الشمالية وأوروبا. تمكن الأشخاص الذين طلبوا حزمة «الإصدار الأول» من بلاي ستيشن فيتا في أمريكا الشمالية من الحصول على نسخة مبكرة من ألتيميت مارڤِل ضد كابكوم 3 في 15 فبراير 2012، قبل أسبوع واحد من تاريخ الإطلاق الرسمي لوحدة التحكم.
للترويج لـ ألتيميت مارڤِل ضد كابكوم 3، تم توفير حزم خاصة حصرية لمتاجر التجزئة كمكافآت للطلب المسبق. إذا تم طلب اللعبة مسبقًا من غيم ستوب، فسيحصل اللاعبون على حزمة فيم فاتال باك (تشن لي، ستورم، موريغان أينسلاند [الإنجليزية]، إكس-23).
عرضت أمازون حزمة (عمر الأبطال) الجديدة (دكتور دووم، سينتنال، أكوما، سترايدر هيريو [الإنجليزية]). في حين أن بيست باي منحت حق الوصول إلى حزمة (فيلاين كوستوم باك) حزمة (ويسكر، سوبر سكرول [الإنجليزية]، مودوك [الإنجليزية]، كريمسون [الإنجليزية]).
بعد إطلاق اللعبة، أصبحت عدة حزم أخرى متاحة للشراء في تواريخ محددة من خلال سوق إكس بوكس لايف وشبكة بلاي ستيشن. حزمة المحاربين القديمة المكونة من "أرثور [الإنجليزية] وفايربراند وهالك ومغنيتو"، كان من المقرر إطلاقها في 20 ديسمبر 2011، ولكن في 19 ديسمبر، أعلنت شركة كابكوم أن العبوة ستتأخر حتى 6 مارس بعد ذلك العام، بسبب الجدل القائم مع «زي» ماغنيتو البديل. الزي المعني، الذي إستند إلى مظهر مارفل في سلسلة هاوس أوف إم، حيث كان يحمل أوجه تشابه مع ملابس ملك إسبانيا «خوان كارلوس الأول»، وتم إزالته لاحقاً من العبوة.
قبل إصدار ألتيميت مارڤِل ضد كابكوم 3، أعلن كل من مارفل وكابكوم أن اللعبة ستتضمن عبوات قابلة للعكس. تميز فن الغلاف الأمامي لكابكوم بعمل الرسام " شينكيرو [الإنجليزية]"، بينما ظهر على الجانب الخلفي لمارفل نومكس فن «مارك بروكس». أظهر الغلاف البديل «مارك» جميع الشخصيات الإثني عشر الجديدة للعبة بأسلوب الكتاب الهزلي الخاص به. تم طباعة القطعتين الفنيتين على غلاف واحد قابل للعكس لكامل الجولة الأولى من ألتيميت مارڤِل ضد كابكوم 3 في أمريكا الشمالية.
في 13 ديسمبر 2013، أعلنت كابكوم أن الإصدارات الرقمية من ألتيميت مارڤِل ضد كابكوم 3 و DLC الخاص بها ستتم إزالتها من المنصات عبر الإنترنت بحلول نهاية الشهر، بعد انتهاء الصلاحية الواضح لعقود ترخيص كابكوم مع مارفل كومكس. تم سحب اللعبة من بلاي ستيشن نيتورك في 17 و 19 ديسمبر في أمريكا الشمالية وأوروبا على التوالي، ومن إكس بوكس لايف آركيد في 26 ديسمبر.
في وقت لاحق، في 3 ديسمبر 2016، تم إعادة إصدار ألتيميت مارڤِل ضد كابكوم 3 رقمياً لجهاز بلاي ستيشن 4 بالتزامن مع إعلان مارفل ضد كابكوم: إنفنيت؛ تم إصدار إعادة الإصدارات الرقمية لأجهزة إكس بوكس ون ومايكروسفت ويندوز في 7 مارس 2017. تضمنت هذه الإصدارات جميع المحتويات القابلة للتنزيل التي تم إصدارها مسبقاً، بما في ذلك جيل فالنتاين وشوما غورات [الإنجليزية]، وهو وضع معرض جديد يحتوي على عمل فني من مارفل ضد كابكوم الأعمال الرسمية الكاملة، ودقة 1080بكسل محسنة بمعدل 60 إطاراً في الثانية. تم توفير نسخ مادية من إصدارات بلاي ستيشن 4 وإكس بوكس ون لفترة محدودة من خلال غيم سبوت و إي بي غيم [الإنجليزية]. تضمنت الإصدارات المادية غلافاً محدثاً وكتاباً مؤلفاً من 10 صفحات يعرض العمل الفني «لشون تشين وجيراردو ساندوفال» من مارفل كومكس.

## الإقبال
| مجموع النقاط   | مجموع النقاط                                                   |
| المجموع        | نقاط                                                           |
| -------------- | -------------------------------------------------------------- |
| ميتاكريتيك     | PS3: 80/100 X360: 79/100 VITA: 80/100 PS4: 77/100 XONE: 78/100 |
| نتائج المراجعة |                                                                |
| نشرة           | نقاط                                                           |
| 1أب.كوم        | B+                                                             |
| جي 4           | 4/5                                                            |
| غيم إنفورمر    | 8/10                                                           |
| غيم برو        | [ 45 ]                                                         |
| غيم سبوت       | 8/10                                                           |
| غيمز رادار     | 7/10                                                           |
| آي جي إن       | 8.5/10                                                         |

| جائزة                  | جائزة              |
| نشرة                   | جائزة              |
| ---------------------- | ------------------ |
| آي جي إن: Best of 2011 | Best Fighting Game |

تم إصدار ألتيميت مارڤِل ضد كابكوم 3 لمراجعات إيجابية بشكل عام، حيث حصل على نتائج 80% و 79% من ميتاكريتيك لإصدارات بلاي ستيشن 3 وإكس بوكس 360 على التوالي. حصل إصدار بلاي ستيشن فيتا على درجة 80/100 من ميتاكريتيك. تلقت اللعبة الثناء لمعالجة العديد من مشكلات اللعب السائدة في مارفل ضد كابكوم 3: مصير عالمين وتحسين التجربة عبر الإنترنت. أشاد «دانيال مانياجو» من جي 4 باللعبة «لطريقة لعبها البسيطة والعميقة» وقائمة الشخصيات وميزاتها المحسنة عبر الإنترنت. إستشهد «نيدل كريسان» من 1أب.كوم باللعبة على أنها تحسن كبير مقارنة باللعبة الأصلية. صرح «ماكس ويل» من غيم سبوت أن ألتيميت مارڤِل ضد كابكوم 3 كان بلا شك الإصدار المتفوق، مسلطاً الضوء على سلسلة «مزيج فريد من الجنون المنظم».
كان النقد الشائع بين المراجعين لـ ألتيميت مارڤِل ضد كابكوم 3 هو عدم وجود محتوى إضافي على القرص يتجاوز قائمة الشخصيات الموسعة وتعديلات اللعب. بينما أشاد «ستيفن هوبر» من آي جي إن بإدراج شخصيات جديدة، انتقد عدم وجود ميزات وأنماط جديدة. ونتيجة لذلك، صرح بأن سعر اللعبة البالغ 40 دولاراً أمريكياً كان «سعر عالي قليلاً». صرح «تيم توري» من غيم إنفورنر أنه في حين أن المشجعين المتشددين سيقدرون تعديلات كابكوم الموازِنة، فإن المعجبين غير الرسميين الذين لعبوا بالفعل لعبة مصير عالمين وكانوا مهتمين فقط بشخصيات جديدة «من المحتمل أن يُتركوا راغبين».
أشاد المراجعون بإصدار بلاي ستيشن فيتا لأدائه الفني، على الرغم من قيود الأجهزة، ولتوفير تجربة إصدار وحدة التحكم الكاملة على نظام محمول. كما أثنى «هوبر» على الرسومات، مشيراً إلى أن منفذ بلاي ستيشن فيتا يُطابق الدقة المرئية لإصدارات وحدة التحكم. إدعى «مارتن روبنسون» من يورو غيمر أنألتيميت مارڤِل ضد كابكوم 3 كانت واحدة من «ألعاب الإطلاق الأكثر دقة» من بلاي ستيشن فيتا، مشيداً بتفاصيلها وإخلاصها للنسخة الأصلية. ومع ذلك، إنتقد إضافة عناصر تحكم تعمل باللمس، مشيراً إلى أن تنفيذها لم يَرقُ إلى مستوى العلامة التي وضعها سوبر ستريت فايتر 4 [الإنجليزية].
وصلت ألتيميت مارڤِل ضد كابكوم 3 إلى المركز 19 في مخطط مبيعات بلاي ستيشن 3 في المملكة المتحدة والرقم 24 لجهاز إكس بوكس 360؛ بيع من اللعبة ما يقرب من «600000 وحدة» في جميع أنحاء العالم لأجهزة بلاي ستيشن 3 وإكس بوكس 360 خلال أول شهرين من إصدارها. بحلول مارس 2015، باعت اللعبة 1.2 مليون وحدة لأجهزة بي سي 3 وإكس بوكس 360. اعتباراً من يونيو 2020، باعت 2.2 مليون وحدة عبر بي سي 3 وبي سي 4 وإكس بوكس 360 وإكس بوكس ون.

## تتمة
بعد إصدار ألتيميت مارڤِل ضد كابكوم 3 لـ بلاي ستيشن فيتا في عام 2012، إختارت الشركة الأم الجديدة لشركة والت دزني، التي إستحوذت على مارفل في عام 2009، عدم تجديد ترخيص كابكوم بأحرف مارفل، بدلاً من ذلك تختار وضعها في سلسلة "ديزني إنفينيتي [الإنجليزية]" المنشورة ذاتياً. نتيجة لذلك، كان على كابكوم سحب كل من ألتيميت مارڤِل ضد كابكوم 3 و مارفل ضد كابكوم 2: عصر الأبطال الجديد من إكس بوكس لايف آركيد وشبكة بلاي ستيشن في عام 2013. ومع ذلك، في عام 2016، قررت «والت دزني» إلغاء سلسلة "دزني إنفينيتي"، ووقف جهود النشر الذاتي، والتحول إلى نموذج الترخيص فقط، مما يسمح لهم بترخيص شخصياتهم لمطوري ألعاب تابعين لجهات خارجية، بما في ذلك كابكوم. في 3 ديسمبر من ذلك العام، تم الكشف رسمياً عن مارفل ضد كابكوم: إنفنيت خلال حدث بلاي ستيشن إكسبيرينس [الإنجليزية] من سوني. تم إصدار اللعبة في 19 سبتمبر 2017 لأجهزة بلاي ستيشن 4 وإكس بوكس ون ومايكروسفت ويندوز.

## روابط خارجية
- Official Japanese Ultimate Marvel vs. Capcom 3 website باللغة اليابانية
- Official US  Ultimate Marvel vs. Capcom 3 website